# Theridion topo
Theridion topo là một loài nhện trong họ Theridiidae.
Loài này thuộc chi Theridion. Theridion topo được Herbert Walter Levi miêu tả năm 1963.